# 946년 백두산 분화
조선민주주의인민공화국과 중화인민공화국 국경에 있는 성층 화산인 백두산의 946년 분화는 946년 후반에 일어났다. 이 사건은 밀레니엄 분화 또는 천지 분화라고도 알려져 있다. 이 분화는 역사 시대에서 가장 강력한 화산 분출 중 하나이며, 최소 VEI 6으로 분류된다.
이 분화로 약 13~47 km3의 마그마(밀도 높은 암석 상당량)가 분출되어 현재 천지를 포함하는 칼데라가 형성되었다. 분화는 두 단계로 이루어졌다. 각 단계는 플리니식 화산재 낙하와 화산쇄설류가 포함되었고, 성분적으로 서로 다른 마그마가 분출되었다. 평균 5 cm의 플리니식 화산재와 동반 이그님브라이트 화산재가 약 1,500,000 km2의 영역으로 동해와 북일본을 덮었다. 이 화산재 층은 "백두산-도마코마이 화산재"(B-Tm)로 명명되었으며, 동해 및 그 주변 지역의 퇴적 기록을 연관시키는 데 중요한 지층 경계면이다. 천년 분화는 지난 5,000년 동안 가장 크고 강력한 분화 중 하나로 테라의 미노스 화산 분화, 타우포호의 하테페 분화(230년경), 431년 일로팡고호 분화, 린자니산 근처 1257년 사말라스산 분화, 1815년 탐보라산 분화와 함께 인류사 상 초대형 분화로 언급된다.

## 날짜
백두산 분화는 동해 전역에서 증거가 발견되므로, 분화의 화산재층은 지역 및 전 세계 퇴적 기록의 연대 측정 및 상관 관계에 대한 귀중한 지층 경계면이다. 따라서 분화의 시기는 백두산 화산학에서 가장 집중적으로 연구된 주제 중 하나였으며, 946년 후반으로 최종적으로 확정되었다.

### 방사성 탄소 연대 측정
밀레니엄 분화의 정확한 방사성 탄소 연대 측정은 분화 중 쓰러지고 탄화된 나무 그루터기에서 수많은 방사성 탄소 측정을 통해 이루어졌다. 이 방사성 탄소 측정은 938~946년 사이에 연대를 제한하기 위해 보정 곡선에 위글 매칭되었다. 주요 774~775년 탄소-14 급증(미야케 사건)이 분화로 쓰러진 나무 그루터기 중 하나에서 확인되면서 연대에 대한 추가적인 제한이 얻어졌다. 774~775년 미야케 사건과 나무껍질 가장자리 사이에서 정확히 172개의 나이테가 세어지면서, 나무가 946년에 죽었음을 시사한다. 이 날짜는 그린란드 빙하 코어 연령 모델에서 얻은 날짜를 지지한다. 밀레니엄 분화와 관련된 화학적 특징을 가진 코멘다이트 및 조면암질 화산 유리 파편이 그린란드 빙하 코어에서 발견되었으며, 그 위치는 946~947년 날짜에 해당한다. 나이테가 보존된 나무 그루터기와 774~775년 미야케 사건, 그리고 정확하게 연대 측정된 그린란드 빙하 코어에서 테프라층의 식별은 밀레니엄 분화의 946년이라는 명확한 날짜를 나타낸다.

### 역사 기록
10세기 중반 고대 한국과 일본에서 기록된 몇몇 기상 현상은 밀레니엄 분화로 인해 발생했을 수 있다. 《일본기략》에는 다음과 같이 나와 있다.
 944년 2월 19일 자정 무렵, 흔들림, 위에서 소리.
비슷하지만 더 후대의 기록인 《고려사》는 개성 궁궐에서 시끄러운 소란에 대해 묘사한다.
 정종 즉위 원년(946년), 하늘의 북소리가 울렸다. 그 해 하늘이 굉음을 내며 울부짖었고, 사면령이 내려졌다.
개성은 백두산 화산에서 약 470 km 떨어져 있으며, 이 거리에서도 밀레니엄 분화 소리가 들렸을 수 있다. 또한, 고후쿠지 연대기는 일본 나라에서 특히 흥미로운 관측을 기록했다.
946년 11월 3일 저녁, 흰 재가 눈처럼 부드럽게 내렸다.
"흰 재"는 B-Tm 화산재 낙하의 흰색, 코멘다이트질 첫 단계였을 수 있다. 3개월 후, 《대일본고기록》과 《일본기략》은 같은 날 큰 소동을 기록했다.
947년 2월 7일, 하늘에서 천둥 같은 소리가 났다.

### 빙하 코어 및 나이테
빙하 코어 연대기와 나이테 연대 측정은 공통 기원의 빙하 깊이 또는 나이테에 대해 거의 연령 불확실성 없이 정확한 달력 연도까지 매우 정밀한 연대 측정을 가능하게 한다. 밀레니엄 마그마와 화학적 특징이 같은 유문암질 및 조면암질 화산 유리 파편이 정확히 946~947년으로 연대 측정된 빙하 깊이에서 발견되었으며, 이는 분화가 946년 마지막 3개월 이내에 발생했음을 효과적으로 확인한다.
초기 폭발 분화 동안 덮여 죽은 아화석 낙엽송의 나이테 연구에서 추가적인 확인이 이루어졌다. 이 나무는 살아 있었고 주요 774년 탄소-14 급증 동안 대기 화학 변화를 기록했다. 이 사건과 가장 바깥쪽 나이테 사이에는 정확히 172개의 나이테가 있으며, 이는 나무가 946년에 죽었음을 의미한다. 이는 밀레니엄 분화의 명확한 연대를 제공한다.

## 분화 역학
밀레니엄 분화의 퇴적 기록에 대한 광범위한 연구는 분화가 두 단계로 이루어졌으며, 두 단계 모두 광범위한 테프라 낙하와 화산쇄설류를 발생시켰음을 밝혀냈다. 첫 번째 단계는 널리 분산된 코멘다이트질 테프라를 생성하는 플리니식 분화로 시작되었고, 이어서 비용접 화산쇄설류와 화산쇄설성 서지가 발생했다. 알 수 없는 기간의 휴지기 후에, 두 번째 단계에서는 조면암질 응집물과 용접된 화산쇄설류 및 서지 퇴적물이 생성되었다.

### 1단계 (코멘다이트 마그마)
첫 번째 단계는 안정적인 플리니식 분연주 분화로 시작되었으며, 높이가 30~40 km에 달하는 것으로 추정되었고, 널리 분산된 밝은 색의 부석 낙하층을 생성했다. 이 부석 낙하층은 곧바로 (인터베딩(Interbedding)의 부재로 미루어 볼 때 동시 발생하지 않고) 엄청난 화산쇄설류로 덮였으며, 이 화산쇄설류는 2,000 km2 면적을 평균 두께 5 m로 덮고 50 km 떨어진 곳까지 도달했다. 이 화산쇄설류는 플리니식 분화 기둥의 붕괴로 인해 발생했다. 화산쇄설류 동안 엘루트리에이션으로 생성된 코-이그님브라이트 화산재층이 화산쇄설류 위에 놓여 이 분화 단계의 최상층 퇴적물을 나타낸다. 이 단계의 마그마 조성은 주로 코멘다이트질이었으며 뚜렷한 밝은 회색을 띠었다. 이 단계의 질량 분출률은 1-4 × 108 kg/s로 추정되었다. 나라에 떨어진 흰 재에 대한 역사 기록에 따르면, 첫 번째 단계는 946년 11월 2일에 시작되었다고 추정된다.

### 2단계 (조면암 마그마)
두 번째 단계에서 어떤 화산쇄설물이 퇴적되었는지, 그리고 첫 번째 단계와 두 번째 단계 사이에 상당한 휴지기가 있었는지에 대해서는 여전히 논쟁이 있다. 여러 위치에서 비화산쇄설물 또는 침식이 첫 번째 단계와 두 번째 단계 분출 생성물을 분리하고 있어 분화 휴지기를 나타낸다.
첫 번째 단계와 달리 이 단계는 빈번한 기둥 붕괴를 특징으로 하는 비지속적인 기둥에서 맥동 분출로 시작되었으며, 번갈아 가며 색깔이 변하는 여러 테프라 낙하 단위와 기둥 붕괴로 인한 동시 발생 화산쇄설류가 교대로 퇴적되었다. 이 단계에서는 최대 7개의 낙하 단위가 확인된다. 낙하물은 또한 내측 칼데라 벽을 덮는 고온 응집물로 퇴적되었다. 이 단계의 화산쇄설류는 칼데라 반경 20 km 이내의 모든 방향에서 고대 계곡을 채웠다. 두 번째 단계 퇴적물의 최상층 부분도 코-이그님브라이트 화산재층이다. 이 조면암질 단계와 관련된 광범위한 화산재 확산이 있었고, 모델링에 따르면 분화 기둥은 고도 30 km 이상으로 확장되었고 질량 분출률은 108 kg/s보다 컸다.

## 분출량
퇴적물의 근접 및 원거리 두께를 기반으로, 낙하물의 부피는 13.4에서 37.4 km3 DRE(고밀도 등가물) 마그마였으며, 화산쇄설 밀도류(PDC)의 부피는 약 6.2-7.8 km3 DRE로 추정되었다. 이러한 추정치는 분화의 총 부피가 40.2에서 97.7 km3 사이이며, 이는 17.5에서 42.5 km3 DRE 마그마에 해당한다(테프라 퇴적 밀도 1000 kg/m3, 마그마 밀도 2300 kg/m3 사용). 테프라 확산 모델은 최근 두 단계의 테프라 낙하 두께를 사용하여 두 개의 개별 단계의 분화 매개변수와 부피를 제한하는 데 사용되었다. 첫 번째 코멘다이트 단계에서는 3에서 16 km3(최대 추정치 7.2 km3)의 DRE 마그마가 분산되었고, 두 번째 조면암 단계에서는 4에서 20 km3(최대 추정치 9.3 km3)이 분산되었다. PDC 부피가 이러한 업데이트된 낙하물 부피와 함께 고려될 때, 총 부피는 약 23 km3 DRE 마그마이며, 이는 칼데라를 생성하기 위해 지형에서 제거된 물질의 양과 유사하다.

## 휘발성 물질 방출
대규모 화산 분출은 다량의 휘발성 물질과 에어로졸을 대기 중으로 주입하여 화산 겨울과 환경 변화를 초래할 수 있다.
분출로 인해 방출된 플루오린, 염소, 황과 같은 휘발성 원소의 양은 마그마가 결정화될 때 마그마에 용해된 휘발성 원소의 양과 분출 시 마그마에 남아 있는 양을 빼서 평가되었다. 마그마 덩어리는 종종 결정화 과정에서 결정 내에 갇혀 용융 포유물을 형성하며, 이는 원래의 휘발성 농도를 결정하기 위해 분석된다. 용융물에 용해된 휘발성 원소의 잔여량은 기질 유리(분출 시 급냉된 마그마)를 분석하여 확인된다. 용융 포유물과 기질 유리 사이의 휘발성 원소 차이는 용융물의 부피와 곱해져 대기 중으로 방출된 휘발성 원소의 양을 추정한다.
분화의 첫 단계에서 분출된 코멘다이트질 마그마에 대해 용융 포유물과 기질 유리의 플루오린, 염소, 황 함량이 측정되었다. 용융 포유물과 기질 유리의 평균 휘발성 함량을 코멘다이트 마그마 부피(3-17km3 DRE)와 결합하여, 휘발성 물질 방출량은 황 5-30Tg, 플루오린 6-32Tg, 염소 2-15Tg 사이였다. 용융 포유물과 기질 유리의 플루오린 및 염소 함량은 유사한 범위를 가지며, 이는 용융물이 어느 원소에 대해서도 포화되지 않았고, 이러한 휘발성 단계의 손실이 무시할 수 있음을 시사한다. 낮은 황 수율은 비해염 황산염 기록에 기반하여 황 부하량이 약 2Tg로 추정된 빙하 코어 기록과 일치하며, 고환경 및 고기후 대리물에 기록된 제한적인 기후 영향과도 일치한다.

## 기후 영향
밀레니엄 분화는 성층권에 엄청난 양의 휘발성 물질을 방출하여 전 세계적인 주요 기후 영향으로 이어졌다고 생각되지만, 최근 연구에 따르면 백두산의 밀레니엄 분화는 지역적인 기후 영향에만 국한되었을 수 있음을 시사한다. 그러나 기원후 945~948년 사이에 밀레니엄 분화와 관련될 수 있는 몇몇 기상 이상 현상이 있다. 이 사건은 화산 겨울을 초래한 것으로 여겨진다.
| 날짜                                  | 기상 이상                                              | 출처                |
| ------------------------------------- | ------------------------------------------------------ | ------------------- |
| 945년 4월 4일                         | 눈이 많이 내렸다                                       | 구오대사            |
| 946년 11월 28일                       | 빙정                                                   | 구오대사            |
| 946년 12월 7일                        | 대규모 서리와 안개, 그리고 상고대가 모든 식물을 덮었다 | 구오대사            |
| 947년 1월 31일                        | 열흘 넘게 눈이 내렸고, 식량 부족과 기근을 초래했다     | 구오대사, 자치통감  |
| 947년 2월 24일부터 947년 4월 23일까지 | 따뜻한 봄                                              | 일본 역사 기상 자료 |
| 947년 5월 14일                        | 서리, 그리고 혹독한 겨울처럼 추웠다                    | 일본 역사 기상 자료 |
| 947년 12월 16일                       | 빙정                                                   | 구오대사            |
| 947년 12월 25일                       | 빙정                                                   | 구오대사            |
| 948년 1월 6일                         | 빙정                                                   | 구오대사            |
| 948년 10월 24일                       | 카이펑에 눈이 내렸다                                   | 구오대사            |

## 같이 보기
- 엘치촌산 1982년 분화
- 1883년 크라카타우산 분화
- 1815년 탐보라산 분화